# Umaglesi Liga 1992-1993
L'Umaglesi Liga 1992-1993 è stata la quarta edizione della massima serie del campionato georgiano di calcio. La stagione è iniziata il 9 agosto 1992 e si è conclusa il 21 giugno 1993. La Dinamo Tbilisi ha vinto il campionato per la quarta edizione consecutiva. Fu la prima edizione riconosciuta dalla UEFA.

## Stagione

### Novità
Dalla Umaglesi Liga 1991-1992 sono stati retrocessi il Sulori Vani e il Mertskhali Ozurgeti, mentre dalla Pirveli Liga sono stati promossi l'Iveria Khashuri e il Kakheti Telavi.

Il K'olkheti Khobi, l'Amirani Ochamchire e il Mziuri Gali si sono ritirati prima dell'inizio della stagione.

Inoltre, tre squadre hanno cambiato denominazione: il Gorda Rustavi è stato rinominato Met'alurgi Rustavi, il Kutaisi è stato rinominato Torpedo Kutaisi e il Samt'redia è stato rinominato Lokomotivi Samt'redia.

### Formula
Le 17 squadre partecipanti si sono affrontate in un girone all'italiana con partite di andata e ritorno, per un totale di 32 giornate. La squadra prima classificata è stata dichiarata campione di Georgia ed ammessa al turno preliminare della UEFA Champions League. Viste le defezioni di tre squadre, in questa stagioni non ci sono state retrocessioni in Pirveli Liga.

## Squadre partecipanti
| Club                   | Città        | Stagione 1991-1992                             |
| ---------------------- | ------------ | ---------------------------------------------- |
| Alazani                | Gurjaani     | 18º posto in Umaglesi Liga                     |
| Batumi                 | Batumi       | 9º posto in Umaglesi Liga                      |
| Dila Gori              | Gori         | 10º posto in Umaglesi Liga                     |
| Dinamo Tbilisi         | Tbilisi      | Campione di Georgia                            |
| Guria Lanchkhuti       | Lanchkhuti   | 4º posto in Umaglesi Liga                      |
| Iveria Khashuri        | Khashuri     | 1º posto in Pirveli Liga                       |
| Kakheti Telavi         | Telavi       | 2º posto in Pirveli Liga                       |
| K'olkheti-1913 Poti    | Poti         | 5º posto in Umaglesi Liga                      |
| Lokomotivi Samt'redia  | Samtredia    | 15º posto in Umaglesi Liga (come Samt'redia)   |
| Margveti Zest'aponi    | Zestaponi    | 8º posto in Umaglesi Liga                      |
| Met'alurgi Rustavi     | Rustavi      | 3º posto in Umaglesi Liga (come Gorda Rustavi) |
| Mret'ebi Tbilisi       | Tbilisi      | 13º posto in Umaglesi Liga                     |
| Odishi Zugdidi         | Zugdidi      | 6º posto in Umaglesi Liga                      |
| Samgurali Ts'q'alt'ubo | Ts'q'alt'ubo | 12º posto in Umaglesi Liga                     |
| Shevardeni-1906        | Tbilisi      | 16º posto in Umaglesi Liga                     |
| Torpedo Kutaisi        | Kutaisi      | 11º posto in Umaglesi Liga (come Kutaisi)      |
| Tskhumi Sukhumi        | Sukhumi      | 2º posto in Umaglesi Liga                      |

## Classifica finale
|  | Pos. | Squadra                | Pt | G  | V  | N | P  | GF | GS | DR  |
|  | ---- | ---------------------- | -- | -- | -- | - | -- | -- | -- | --- |
|  | 1.   | Dinamo Tbilisi         | 77 | 32 | 25 | 2 | 5  | 92 | 35 | +57 |
|  | 2.   | Shevardeni-1906        | 64 | 32 | 20 | 4 | 8  | 66 | 39 | +27 |
|  | 3.   | Alazani                | 63 | 32 | 20 | 3 | 9  | 70 | 47 | +23 |
|  | 4.   | Samgurali Ts'q'alt'ubo | 58 | 32 | 18 | 4 | 10 | 73 | 51 | +22 |
|  | 5.   | Torpedo Kutaisi        | 52 | 32 | 16 | 4 | 12 | 66 | 53 | +13 |
|  | 6.   | Margveti Zest'aponi    | 50 | 32 | 15 | 5 | 12 | 49 | 54 | -5  |
|  | 7.   | Met'alurgi Rustavi     | 49 | 32 | 14 | 7 | 11 | 73 | 69 | +4  |
|  | 8.   | Kakheti Telavi         | 45 | 32 | 14 | 3 | 15 | 50 | 59 | -9  |
|  | 9.   | K'olkheti-1913 Poti    | 42 | 32 | 12 | 6 | 14 | 47 | 45 | +2  |
|  | 10.  | Lokomotivi Samt'redia  | 40 | 32 | 12 | 4 | 16 | 33 | 49 | -16 |
|  | 11.  | Batumi                 | 39 | 32 | 11 | 6 | 15 | 56 | 56 | 0   |
|  | 12.  | Guria Lanchkhuti       | 38 | 32 | 12 | 2 | 18 | 37 | 57 | -20 |
|  | 13.  | Dila Gori              | 38 | 32 | 11 | 5 | 16 | 39 | 49 | -10 |
|  | 14.  | Odishi Zugdidi         | 36 | 32 | 11 | 3 | 18 | 52 | 64 | -12 |
|  | 15.  | Iveria Khashuri        | 34 | 32 | 10 | 4 | 18 | 38 | 63 | -25 |
|  | 16.  | Mret'ebi Tbilisi       | 33 | 32 | 10 | 3 | 19 | 38 | 64 | -26 |
|  | 17.  | Tskhumi Sukhumi        | 25 | 32 | 8  | 1 | 23 | 59 | 84 | -25 |

Legenda:
      Campione di Georgia e ammesso alla UEFA Champions League 1993-1994
Note:
Tre punti a vittoria, uno a pareggio, zero a sconfitta.

## Risultati
|                         | Din  | She  | Ala  | SaT  | Tor  | Mar  | Met  | Kak  | Kol  | Lol  | Bat  | Gur  | Dil  | Odi  | Ive  | Mre  | Tsk  |
| ----------------------- | ---- | ---- | ---- | ---- | ---- | ---- | ---- | ---- | ---- | ---- | ---- | ---- | ---- | ---- | ---- | ---- | ---- |
| Dinamo Tbilisi          | –––– | 3-1  | 4-1  | 2-2  | 1-2  | 2-0  | 4-0  | 1-0  | 2-0  | 2-1  | 2-1  | 6-0  | 2-0  | 1-0  | 4-0  | 1-2  | 1-0  |
| Shevardeni-1906 Tbilisi | 3-1  | –––– | 0-3  | 0-0  | 2-1  | 3-0  | 1-2  | 2-1  | 1-2  | 1-1  | 0-1  | 4-1  | 3-1  | 6-2  | 4-0  | 2-1  | 4-1  |
| Alazani                 | 5-3  | 1-3  | –––– | 4-2  | 2-4  | 3-1  | 1-1  | 0-1  | 2-3  | 4-1  | 1-0  | 1-0  | 2-1  | 1-0  | 1-0  | 2-2  | 4-3  |
| Samgurali Ts'q'alt'ubo  | 1-2  | 4-1  | 2-1  | –––– | 0-1  | 2-3  | 4-5  | 1-1  | 1-2  | 2-1  | 1-1  | 3-0  | 2-1  | 5-1  | 3-1  | 2-0  | 5-4  |
| Torpedo Kutaisi         | 1-4  | 3-5  | 0-3* | 3-4  | –––– | 0-2  | 3-0  | 0-2  | 0-0  | 1-2  | 4-1  | 1-2  | 0-1  | 3-2  | 1-1  | 3-0  | 5-2  |
| Margveti Zestap'oni     | 1-1  | 1-1  | 1-0  | 4-3  | 2-3  | –––– | 0-5  | 6-2  | 1-1  | 3-2  | 3-2  | 1-0  | 1-1  | 4-2  | 3-0  | 1-0  | 2-1  |
| Met'alurgi Rustavi      | 4-12 | 2-3  | 0-2  | 1-5  | 3-1  | 0-1  | –––– | 5-2  | 3-0  | 1-1  | 3-3  | 3-1  | 2-0  | 2-1  | 3-5  | 7-0  | 4-4  |
| Kakheti Telavi          | 3-4  | 0-1  | 2-6  | 1-3  | 0-3  | 4-1  | 1-0  | –––– | 0-4  | 1-0  | 1-3  | 0-0  | 2-2  | 3-2  | 5-1  | 2-3  | 2-1  |
| Kolkheti-1913 Poti      | 0-4  | 0-0  | 0-3* | 0-2  | 1-1  | 1-2  | 0-2  | 0-1  | –––– | 1-2  | 2-1  | 0-1  | 5-1  | 2-2  | 1-0  | 2-0  | 5-1  |
| Lokomotivi Samt'redia   | 0-3  | 0-1  | 0-3* | 2-0  | 0-3  | 1-0  | 1-3  | 1-2  | 0-4  | –––– | 3-0  | 1-1  | 0-2  | 1-0  | 0-2  | 0-3  | 1-0  |
| Batumi                  | 0-2  | 2-3  | 3-4  | 1-3  | 2-4  | 4-1  | 1-1  | 0-1  | 3-4  | 1-1  | –––– | 2-1  | 4-0  | 3-1  | 0-2  | 3-0* | 2-1  |
| Guria Lanchkhuti        | 1-2  | 3-2  | 2-0  | 0-2  | 0-3  | 1-0  | 2-4  | 0-2  | 1-3  | 0-2  | 0-1  | –––– | 1-3  | 3-0  | 2-1  | 3-2  | 3-2  |
| Dila Gori               | 0-1  | 0-1  | 1-1  | 2-0  | 1-4  | 3-0  | 4-0  | 0-3* | 2-1  | 0-2  | 1-1  | 0-3  | –––– | 3-1  | 3-0  | 2-4  | 1-0  |
| Odishi Zugdidi          | 3-2  | 0-2  | 2-1  | 2-3  | 5-4  | 2-1  | 1-1  | 1-0  | 3-2  | 2-0  | 3-3  | 2-0  | 1-0  | –––– | 1-3  | 0-1  | 3-0  |
| Iveria Khashuri         | 1-4  | 0-3  | 1-2  | 1-0  | 1-2  | 0-0  | 2-2  | 3-1  | 0-0  | 0-1  | 0-4  | 3-1  | 2-1  | 0-2  | –––– | 1-0  | 1-4  |
| Mretebi Tbilisi         | 0-5  | 1-0  | 0-1  | 2-3  | 0-0  | 3-0* | 1-3  | 1-2  | 2-1  | 2-3  | 0-1  | 2-4  | 0-0  | 2-1  | 1-6  | –––– | 3-1  |
| Tskhumi Sukhumi         | 2-4  | 1-3  | 4-5  | 1-3  | 3-6  | 1-3  | 2-1  | 4-2  | 1-0  | 1-2  | 3-2  | 0-1  | 0-2  | 6-4  | 3-0  | 2-0  | –––– |

L'asterisco indica partita data persa 0-3 a tavolino.